# Samal Esljamová
Samal Esljamová (kazašsky: Самал Ілиясқызы Есләмова; 1. září 1984 Petropavl) je kazachstánská herečka. Hrála ve třech filmech, prvé dva natočil režisér Sergej Dvorcevoj: Tulpan (2008) a Ajka (2018). Za výkon ve druhém, kde ztvárnila titulní roli, získala cenu za nejlepší ženský herecký výkon na filmovém festivalu v Cannes. Za tuto roli dostala též cenu za ženský herecký výkon na Asian Film Awards a na festivalu v Antalyi. V roce 2019 se jejím třetím filmem stal japonsko-kazachstánský snímek Zloději koní. Cesty času. Vystudovala herectví na Ruské akademie divadelního umění (GITIS) v Moskvě. Absolvovala roku 2011.